# 鷲尾めい
鷲尾 めい（わしお めい、1997年10月20日 - ）は、日本のAV女優。エイトマン所属。

## 経歴
2019年4月、S1 NO.1 STYLE（エスワン）専属女優「筧ジュン（かけい じゅん）」としてAVデビュー。当時の所属事務所はアローズ。
2019年7月、集英社「週刊プレイボーイ」で初の撮り下ろしグラビアが掲載された。
2020年3月、所属事務所をエイトマンに移籍。これに伴い「鷲尾めい」に改名。また講談社「週刊現代」2020年4/10号でヌードグラビアを披露し、デジタル写真集『sugar』、『milk』（共に撮影は小林修士）を同時リリースした。
2021年8月発表「読者300人が選んだFLASH 2021セクシー女優ランキング」読者投票50位。
2022年12月17日から25日まで、筧ジュン時代を含む写真をまとめた写真展「。」を、アトリエY原宿にて開催。
2023年5月に発表されたアサヒ芸能「2023現役AV女優SEXY総選挙」第36位。
10月16日週FANZA通販フロアランキングにて、『出張先ホテルで美女上司2人とまさかの相部屋… ダブルJカップという神展開で朝まで爆乳に挟まれヌイてもらった奇跡の一夜 鷲尾めい 凪ひかる』が3位ランクイン。同作品は2024年7月29日週FANZA動画フロアランキングでも4位にランクインした。
11月20週FANZA通販フロアランキングにて、『夜勤明けの彼女のお姉ちゃんはいつも寝ていて隙だらけ… 無防備に実るおっぱいにガマンの限界!! 好き放題に舐め揉み回してしまった最低なボク 鷲尾めい』が初登場5位を記録。
2024年2月19日週FANZA通販フロアランキングにて、『「えっ、終電なくなっちゃった!? ウチ泊めてあげよっか?」バイト先の美人店長の誘いに乗ったらすっぴんと無防備な部屋着に僕は理性が吹っ飛び… 鷲尾めい』が初登場8位にランクイン。
同年3月18日週FANZA通販フロアランキングにて、『「敏感ザコ乳すぎてごめんなさい…」触れただけで絶頂するJカップ愛人と揉み狂い不倫 鷲尾めい』が初登場7位となる。
4月8日週FANZA動画フロアランキングにて、2023年11月発売の『出張先ホテルで美女上司2人とまさかの相部屋… ダブルJカップという神展開で朝まで爆乳に挟まれヌイてもらった奇跡の一夜 鷲尾めい 凪ひかる』が急上昇し、4位にランクイン。
2024年4月発売『アサヒ芸能』発表「2024現役AV女優セクシー総選挙」において総合11位（東京14位、大阪11位）となる。
同年5月20日週FANZA通販フロアランキングにて、『キメセク解禁 肉感神乳ボディを大量媚薬オイルでず～っと12時間イカセ続け! 鷲尾めい』が初登場4位となる。
2024年6月、同月21日から7月19日まで開催されるFANZAのキャンペーン企画『乳! 尻! クビレ! CSKキャンペーン2024』のキャンペーンガールに伊藤舞雪、桃園怜奈、水卜さくら、清原みゆうと共に就任。
6月17日週FANZA通販フロアランキングにて、『真面目だったOLがはしたない格好で自ら揉まれにいくスリル痴●沼 鷲尾めい』が初登場6位にランクイン。
7月15日FANZA通販フロアランキングにて、『「母性を求められている貴方へ」ふわふわJカップで甘えさせ優し～くヌイてくれる究極のおっぱい癒しサロン 鷲尾めい』が初登場4位を記録。
8月19日週FANZA通販フロアランキングにて、『逃げ場なしの闇契約。乳首しか隠すことが許されないグラビアアイドル 鷲尾めい』が初登場5位となる。
10月14日週FANZA通販フロアランキングにおいて、『彼氏一筋な巨乳彼女がまさかの快楽堕ちNTR 婚約までした最愛彼女がジムのイケメントレーナーにおっぱいでイカされてるみたいです… 鷲尾めい』が初登場6位にランクイン。
同年11月18日週FANZA通販フロアランキングでは『スケベ義父の媚薬漬けピストンで新妻の豊満女体は過敏に火照る 催淫オイル・唾液・愛液…ぐちゃぐちゃキメセク 鷲尾めい』が初登場4位にランクイン。
2025年2月17日週FANZA通販フロアにて、『鷲尾めいを焦らして焦らして焦らしてマ●コ感度ギンギンにしてみたら… Kcupバインバイン! 宙に浮くほどイキ飛び跳ねる見たことないオーガズム』が初登場3位にランクイン。
同年5月19日週FANZA通販フロアランキングにて、『罵倒風俗 全編【めい様に見下されアングル】＋【肉感大迫力アングル】のマルチ画面がマゾチ●ポにぶっ刺さる』が初登場4位を記録。同作はスポーツニッポン「スキっとスポニチ」コーナーでも「M男は垂涎必死」「突き放すような視線と疑似体験できる見下しアングル（が贅沢）」と評価された。
同年6月16日週FANZA通販フロアランキングにて、『スケベに実った乳デカ不動産レディが俺のゴミ屋敷に訪問してきた。』が初登場2位。同年6月度FANZA動画フロア月間AV女優ランキング4位。
同年7月7日週FANZA通販フロアランキングにて、『隠れ爆乳OLが今月のノルマ未達成のため本日より1週間全裸出社 私のカラダで皆様を全力ご奉仕・フォローさせていただきます。』が初登場5位ランクイン。

## 人物
神奈川県出身。
趣味はプラネタリウム鑑賞。特技は笑顔。「どんな顔でどんな間で言うのか考えこんでしまう」ため、キャラ付けされた演技を苦手としている。ただし発見や気づきを得ることは好きなので、監督に細かく聞くことで苦手を徐々に克服している。
18歳の時に芸能事務所に勤めていた友人からグラビアをやらないか声をかけられたが、まったく興味がなく断っていた。知り合いを通じ2018年に再会したその友人がAV系事務所に転身していて、業界について細かに説明を受け、この人なら信用できると再度のオファーに即決しAV女優となった。当時の心境を「断る理由がなかった」と話している。
信用おける人物のマネジメントを受けデビューに至ったものの、興味の薄かった業界ということで初撮影は緊張と「これでいいのかな?」が入り交ざった気持ちで迎え、撮影後は「ちっちゃい燃え尽き症候群」になっていた。
この仕事を続けてこられた理由として、撮影の度に指名している作品パッケージ写真担当のカメラマンやメイクさんとの「出会い」を挙げている。これらの人々とは一つのチームのような関係性を築いており、インタビューでは『このチームのためなら大変な仕事でも頑張れる』という思いの積み重ねでここまで続けてこれた。私の持ち味や様々なアイデアを引き出してくれる人達と一緒に仕事できるというのは本当に幸せな事と語っている。
お世話になっている人に対して、何かしらの差し入れを持参するのは当たり前との考えを持っており、撮影の度にフィナンシェやクッキー、カステラなどの差し入れを現場に持参している。スタッフから「こんなに差し入れしてくれる女優さんとは会ったことがない」と言われるほどであるが、鷲尾としては普段から自然としていることの延長線なだけでそれが当たり前だと思っていた。
学生時代から電話よりも会って話す、メールよりも手紙というアナログ人間。プライベートでもSNSをまったく利用しておらず、不慣れなこともあり筧名義のインスタグラムも文字通りの事務所（メーカー）管理となっていた（自身の手では一切更新していない）。
胸は高校生から大きくなり、当時流行っていたトップをインするコーディネイトをしたところ、通行人に胸をじろじろ見られたことから、自身の胸が人より大きいことに気づいた。意図せず谷間が見えてしまうこと、太って見えることから、撮影現場では褒められるものの、2019年現在でもコンプレックスに感じている。
初体験は17歳。相手はデビューするまでで、唯一交際した男性。
AV業界入りが決まってからパーソナルジムに通い体を作り上げた。また、体作りのために自炊を心がけており、肉じゃがやきんぴら、酢の物などの和食を小分けにして作り置きしておくようにしている。これらの料理は友人にも好評で、分けて欲しいとよく頼まれると明かしている。
同じくS1 NO.1 STYLE専属女優のmiruとは、プライベートで旅行に行ったり、昼間に電話で5時間しゃべった後に「こんなに長電話するなら、いっそ今から会おうよ」とその直後から遊びに出掛けたりするほど仲が良い。

## 作品

### アダルトビデオ

#### 筧ジュン 名義
| 発売日   | タイトル | 規格品番 | 規格品番  | メーカー      | 備考 |
| 発売日   | タイトル | DVD      | BD        | メーカー      | 備考 |
| -------- | --- | -------- | --------- | ------------- | ---- |
| 4月7日   | 新人NO.1STYLE 筧ジュンAVデビュー | SSNI-451 | 9SSN-I451 | S1 NO.1 STYLE |      |
| 5月7日   | 快感!初・体・験 6 筧ジュンの初イキセックスじっくり見せます 3本番180分スペシャル | SSNI-472 |           | S1 NO.1 STYLE |      |
| 6月19日  | 交わる体液、濃密セックス 完全ノーカットスペシャル | SSNI-502 |           | S1 NO.1 STYLE |      |
| 7月19日  | 104センチJカップを揺らし揉み舐め尽くす ド迫力おっぱい堪能3時間フルコース | SSNI-525 |           | S1 NO.1 STYLE |      |
| 8月19日  | 激イキ110回!痙攣4500回!イキ潮1900cc! Jカップ神乳ボディ エロス覚醒はじめての大・痙・攣スペシャル                                                                                          | SSNI-551 |           | S1 NO.1 STYLE |      |
| 9月19日  | 常にノーブラ透けおっぱいで誘惑する【完全着衣】Jカップお姉さん | SSNI-574 |           | S1 NO.1 STYLE |      |
| 10月19日 | 絶頂したおま●こを容赦なく突きまくる 怒涛のおかわり激ピストンで神乳ブルブル追撃イカセ性交                                                                                                 | SSNI-598 |           | S1 NO.1 STYLE |      |
| 11月19日 | 最高級Jカップ風俗マンションへようこそ 筧ジュンの密着性感テクニック150分フルコース | SSNI-625 | 9SSNI-625 | S1 NO.1 STYLE |      |
| 12月19日 | 美乳がポロリ 神乳美女のラッキーおっぱいハプニングSP | SSNI-652 |           | S1 NO.1 STYLE |      |
| 12月19日 | S1豪華絢爛ドリーム大共演2019 ファン感謝祭!大大大乱交! 夢のハーレムソープ 超豪華3本立て伝説の270分 三上悠亜 天使もえ 葵つかさ 筧ジュン 橋本ありな 坂道みる 架乃ゆら 伊賀まこ ひなたまりん | SSNI-658 | 9SSNI-658 | S1 NO.1 STYLE |      |

| 発売日  | タイトル                                                                          | 規格品番 | 規格品番  | メーカー      | 備考       |
| 発売日  | タイトル                                                                          | DVD      | BD        | メーカー      | 備考       |
| ------- | --------------------------------------------------------------------------------- | -------- | --------- | ------------- | ---------- |
| 1月19日 | 男子部員12人に完全従順 パイズリ専用Jカップ性処理マネージャー                      | SSNI-682 |           | S1 NO.1 STYLE |            |
| 3月19日 | 【※異常なる大絶頂】エロス最大覚醒! 性欲が尽き果てるまで怒涛のノンストップ本気性交 | SSNI-737 | 9SSNI-737 | S1 NO.1 STYLE |            |
| 4月7日  | 筧ジュン S1デビュー1周年記念初ベスト 神乳Jcup480分スペシャル                      | OFJE-240 | 9OFJE-240 | S1 NO.1 STYLE | 単体ベスト |
| 4月19日 | 日常に膨らむ着衣おっぱいのたわわな誘惑                                            | SSNI-762 |           | S1 NO.1 STYLE |            |
| 9月7日  | 筧ジュン S1全35本番コンプリートBEST 8時間スペシャル                               | OFJE-280 | 9OFJE-280 | S1 NO.1 STYLE | 単体ベスト |

#### 鷲尾めい 名義
| 発売日   | タイトル | 規格品番 | 規格品番  | メーカー      | 備考 |
| 発売日   | タイトル | DVD      | BD        | メーカー      | 備考 |
| -------- | --- | -------- | --------- | ------------- | ---- |
| 5月19日  | おっぱい好き専用 究極の104cm神乳パイズリマニアックス | SSNI-786 |           | S1 NO.1 STYLE |      |
| 6月19日  | 一ヶ月間の禁欲の果てに彼女の親友と僕が 浮気SEXだけに没頭した彼女不在の2日間。                                                                              | SSNI-808 |           | S1 NO.1 STYLE |      |
| 7月19日  | 相部屋NTR 大嫌いな中年セクハラ上司に巨乳部下が 一晩中イカされまくった出張先の夜                                                                            | SSNI-832 |           | S1 NO.1 STYLE |      |
| 8月7日   | 犯され続けた水泳部顧問Jカップ女教師 | SSNI-842 |           | S1 NO.1 STYLE |      |
| 8月19日  | エスワン2トップ美巨乳共演 Hカップお姉さんとイチャついてたら Jカップお姉さん乱入してきて W爆乳ハメ比べドリーム逆3P 鷲尾めい 奥田咲                          | SSNI-853 | 9SSNI-853 | S1 NO.1 STYLE |      |
| 9月19日  | ノーブラJカップおっぱいで無自覚アピールしてくる 彼女の巨乳姉と誘惑に負けちゃう最低な僕。                                                                   | SSNI-871 |           | S1 NO.1 STYLE |      |
| 10月19日 | Jカップ女優“鷲尾めい”を絶倫素人宅に派遣して 神乳パイズリで射精しまくりスペシャル                                                                           | SSNI-894 |           | S1 NO.1 STYLE |      |
| 11月19日 | ※台本一切無し! ハメ撮り! すっぴん! 何でもアリ! 鷲尾めいのスケベ本性剥き出しSEX!! ガチで二人きりの温泉旅行でヤリまくった 生々しすぎる超レアなエロス200%動画 | SSNI-921 | 9SSNI-921 | S1 NO.1 STYLE |      |
| 12月19日 | 上司が出張で不在中、上司のJカップ妻と めちゃくちゃハメまくった3日間。                                                                                      | SSNI-945 | 9SSNI-945 | S1 NO.1 STYLE |      |

| 発売日   | タイトル                                                                                        | 規格品番 | 規格品番  | メーカー      | 備考       |
| 発売日   | タイトル                                                                                        | DVD      | BD        | メーカー      | 備考       |
| -------- | ----------------------------------------------------------------------------------------------- | -------- | --------- | ------------- | ---------- |
| 1月19日  | ど田舎の夏はヤルことがなくて 隣の巨乳奥さんの誘惑に乗っかり 毎日じっとり汗だく交尾              | SSNI-969 | 9SSNI-969 | S1 NO.1 STYLE |            |
| 2月19日  | 秘密捜査官の女 媚薬漬け性奴隷に堕ちた巨乳スパイ                                                 | SSNI-994 | 9SSNI-994 | S1 NO.1 STYLE |            |
| 3月19日  | 酔って目を覚ますと 憧れのJカップ女上司とラブホで二人きり。 そのまま朝まで全裸の二次会、三次会。 | SSIS-017 |           | S1 NO.1 STYLE |            |
| 4月19日  | Jカップ美人上司がポツンと一軒宿で 大嫌いなポンコツ部下と相部屋に…                               | SSIS-043 | 9SSIS-043 | S1 NO.1 STYLE |            |
| 5月19日  | “胸や股間にぴったり密着 ”浮き出たボディラインと潤んだ瞳で誘惑してくる ニットワンピお姉さま      | SSIS-068 | 9SSIS-068 | S1 NO.1 STYLE |            |
| 6月19日  | バイト先で出会った爆乳パート人妻と ファミレス下衆不倫に没頭したボク                             | SSIS-094 | 9SSIS-094 | S1 NO.1 STYLE |            |
| 7月19日  | 漫画のようなJcup神乳鷲尾めい × クリムゾンが夢のコラボ! 一年間痴漢され続けた女                   | SSIS-122 | 9SSIS-122 | S1 NO.1 STYLE |            |
| 8月19日  | 乳首、スペンス乳腺、ミルクライン… 鷲尾めいの神乳Jcup性感開発アクメ                              | SSIS-150 | 9SSIS-150 | S1 NO.1 STYLE |            |
| 9月28日  | たった5000円でJcup若女将の即パイズリ即ハメ放題サービス 予約の取れない老舗温泉宿 “わしお”        | SSIS-187 | 9SSIS-187 | S1 NO.1 STYLE |            |
| 10月12日 | 鷲尾めい S1初ベスト8時間 愛嬌あふれる神乳Jカップ美人お姉さん 全14タイトル                       | OFJE-332 | 9OFJE-332 | S1 NO.1 STYLE | 単体ベスト |
| 10月26日 | 「ヤラせろ」と言えばニコニコで即股を開く 俺専用Jcupタダマン愛人                                 | SSIS-216 |           | S1 NO.1 STYLE |            |
| 11月23日 | ナースコールは挟射おねだりのサイン いつでもどこでも即パイズリ! ご奉仕大好きJcupナース           | SSIS-246 | 9SSIS-246 | S1 NO.1 STYLE |            |
| 12月28日 | 本当の父親のように慕っていたのに… お酒で豹変した義父に 旦那の目の前で私は雑に粗末に犯〇れる     | SSIS-275 |           | S1 NO.1 STYLE |            |

| 発売日   | タイトル | 規格品番 | 規格品番  | メーカー      | 備考                                                                  |
| 発売日   | タイトル | DVD      | BD        | メーカー      | 備考                                                                  |
| -------- | --- | -------- | --------- | ------------- | --------------------------------------------------------------------- |
| 1月25日  | 全身が勃起する超鮮明エロティック映像 4K機材撮影×Jcup神乳 鷲尾めいのパーフェクトオナニーアシスト                                | SSIS-304 | 9SSIS-304 | S1 NO.1 STYLE |                                                                       |
| 2月22日  | こんな爆乳に挟まれたい… 男はそのパイズリに我慢できない。 チ●ポをトロットロにするおっぱいビッチ                                 | SSIS-330 |           | S1 NO.1 STYLE |                                                                       |
| 3月22日  | 童貞を1ヶ月でセックス中毒にさせちゃう神対応ご奉仕&凄エロテク満載! 鷲尾めいの筆おろし同棲ドキュメント                           | SSIS-356 |           | S1 NO.1 STYLE |                                                                       |
| 4月26日  | どすけべ淫語とJ乳を駆使したマッサージで 金玉枯れるまでヌイてくれる鷲尾めい式メンズエステ                                       | SSIS-383 |           | S1 NO.1 STYLE |                                                                       |
| 5月24日  | パイズリ中毒 とあるカップルのパイズリ挟射デートドキュメント 鷲尾めい                                                           | SSIS-410 |           | S1 NO.1 STYLE |                                                                       |
| 5月27日  | AV最高峰 -S級GIRLS GROUP エスワンキャンペーン                                                                                  | WICP-005 |           | S1 NO.1 STYLE | 「S1 NO.1 STYLE」専属女優の 撮り下ろし映像を収録したキャンペーンDVD。 |
| 6月28日  | おっぱい好きの僕を最大限甘やかしてくれる 近距離Jcupカノジョとの超密着同棲生活 鷲尾めい                                         | SSIS-438 |           | S1 NO.1 STYLE |                                                                       |
| 7月26日  | M男クンと鷲尾めいを郊外の一軒家に完全放置 3日間1分1秒たりとも余すことなく痴女らせてみた                                        | SSIS-466 |           | S1 NO.1 STYLE |                                                                       |
| 8月23日  | 最高のオンナ鷲尾めいが人生最高に尽くす 一生忘れられない1日限定愛人契約 鷲尾めい                                                | SSIS-497 |           | S1 NO.1 STYLE |                                                                       |
| 9月27日  | アナタの五感を刺激する鷲尾めいのシコシコサポートラグジュアリー 肉感エロスで脳を満たす完全主観、Jカップ密着、ASMR淫語スペシャル | SSIS-529 |           | S1 NO.1 STYLE |                                                                       |
| 11月8日  | 全身が勃起するJカップ神乳お姉さん 鷲尾めい 最新12作品コンプリート12時間ベスト                                                  | OFJE-384 | 9OFJE-384 | S1 NO.1 STYLE | 単体ベスト                                                            |
| 11月22日 | 1ヶ月禁欲した鷲尾めいがアドレナリン全開で 神乳揺らして、潮吹いて、大絶叫してもまだハメる 10時間エンドレスFUCK                  | SSIS-558 |           | S1 NO.1 STYLE |                                                                       |

| 発売日   | タイトル | 規格品番 | 規格品番  | メーカー      | 備考                                                   |
| 発売日   | タイトル | DVD      | BD        | メーカー      | 備考                                                   |
| -------- | --- | -------- | --------- | ------------- | ------------------------------------------------------ |
| 1月24日  | 神乳の質感、揺れを一瞬たりとも逃さない圧倒的映像美 4K撮影Jcupフェティッシュ映像 濃密オーガズム 鷲尾めい                                                             | SSIS-585 | 9SSIS-585 | S1 NO.1 STYLE |                                                        |
| 2月28日  | 重量感ある美形Jcupで懇切丁寧に おっぱいプレイしてくれる神乳ご奉仕風俗 鷲尾めい                                                                                      | SSIS-613 | 9SSIS-613 | S1 NO.1 STYLE |                                                        |
| 3月28日  | 無抵抗で陰湿オヤジに汚されっぱなし… 無口で、巨乳で、都合のいいムチムチJ乳肉オナホ 鷲尾めい                                                                          | SSIS-657 |           | S1 NO.1 STYLE |                                                        |
| 4月25日  | 神乳にチ●ポ埋まるほど包み込まれて、揉みヌかれたい… Jcupで挟んでイクまで離さない 4K撮影パイズリ特化マニアックス 鷲尾めい                                             | SSIS-683 |           | S1 NO.1 STYLE |                                                        |
| 5月23日  | 豪雨にさらされて… 先輩の水滴垂れる濡れ透けJ乳に理性を失ったボク 鷲尾めい                                                                                            | SSIS-719 |           | S1 NO.1 STYLE |                                                        |
| 6月1日   | エスワンキャンペーン2023 スペシャルDVD | WICP-009 |           | S1 NO.1 STYLE | 「S1 NO.1 STYLE」専属女優30名の 撮り下ろし映像を収録。 |
| 6月27日  | 極み接写! 変態アングル! おっぱい愛で狂ったオヤジたちの爆モミ倶楽部 鷲尾めい                                                                                         | SSIS-760 |           | S1 NO.1 STYLE |                                                        |
| 7月25日  | チクビ絶倫勃起! おっぱい感度が一極集中する モントゴメリー乳輪腺揉みいじり性交 鷲尾めい                                                                              | SSIS-799 |           | S1 NO.1 STYLE |                                                        |
| 8月22日  | 露出が許されない時代におっぱい誘惑の罪で 魔女裁判にかけられた巨乳制裁レ×プ 鷲尾めい                                                                                 | SSIS-838 |           | S1 NO.1 STYLE |                                                        |
| 9月12日  | ハリ、形、大きさ全てがパーフェクト 鷲尾めいのメガトンJcupを揉んで吸って挟んで揺らす 62コーナーおっぱい堪能12時間スペシャル                                          | OFJE-426 | 9OFJE-426 | S1 NO.1 STYLE | 単体ベスト                                             |
| 9月26日  | 「もう一度このおっぱいで私を好きにさせてやる!」 巨乳求めて浮気を繰り返すバカ彼氏を抜き続ける 激おこカノジョの無限パイズリ 鷲尾めい                                  | SSIS-874 |           | S1 NO.1 STYLE |                                                        |
| 10月24日 | 重量級おっぱいが魅せる新たな公式 鷲尾めい × 高速 & 低速なチ●ポいじめパイズリ × 乳圧で追い込む究極の連続射精 人類史上一番シコいパイズリルーインドオーガズム 鷲尾めい | SSIS-912 |           | S1 NO.1 STYLE |                                                        |
| 11月28日 | 出張先ホテルで美女上司2人とまさかの相部屋… ダブルJカップという神展開で朝まで爆乳に挟まれ ヌイてもらった奇跡の一夜 鷲尾めい 凪ひかる                                 | SSIS-950 | 9SSIS-950 | S1 NO.1 STYLE |                                                        |
| 12月26日 | 夜勤明けの彼女のお姉ちゃんはいつも寝ていて隙だらけ… 無防備に実るおっぱいにガマンの限界!! 好き放題に舐め揉み回してしまった最低なボク 鷲尾めい                        | SSIS-983 | 9SSIS-983 | S1 NO.1 STYLE |                                                        |

| 発売日   | タイトル | 規格品番 | 規格品番  | メーカー      | 備考       |
| 発売日   | タイトル | DVD      | BD        | メーカー      | 備考       |
| -------- | --- | -------- | --------- | ------------- | ---------- |
| 1月9日   | マドンナ20周年記念5か月連続!! 奇跡のコラボ第一弾!! S1 × Madonna ヌードモデルNTR 上司と羞恥に溺れた妻の衝撃的浮気映像 鷲尾めい                    | JUQ-546  | 9JUQ-546  | マドンナ      |            |
| 1月23日  | Jカップと噂のむちむち美人上司に宅飲み誘われて… そのまま3日3晩ヤリ続けた絶倫性欲のボクたち… 鷲尾めい                                              | SONE-026 | 9SONE-026 | S1 NO.1 STYLE |            |
| 2月27日  | 極上Jcup人妻捕獲! 借金した旦那の身代わりに スケベメイド服を着用させ犯罪級ボディを揉んでしゃぶって 挟んで揺らして喰い漁る! 鷲尾めい               | SONE-070 |           | S1 NO.1 STYLE |            |
| 3月26日  | 「えっ、終電なくなっちゃった!? ウチ泊めてあげよっか?」 バイト先の美人店長の誘いに乗ったら すっぴんと無防備な部屋着に僕は理性が吹っ飛び… 鷲尾めい | SONE-117 |           | S1 NO.1 STYLE |            |
| 4月23日  | 「敏感ザコ乳すぎてごめんなさい…」 触れただけで絶頂するJカップ愛人と揉み狂い不倫 鷲尾めい                                                         | SONE-152 |           | S1 NO.1 STYLE |            |
| 5月28日  | 極やわ成熟Jカップでもてなす変幻自在8種パイズリ風俗嬢 鷲尾めい                                                                                    | SONE-199 |           | S1 NO.1 STYLE |            |
| 6月25日  | キメセク解禁 肉感神乳ボディを大量媚薬オイルで ず～っと12時間イカセ続け! 鷲尾めい                                                                 | SONE-209 |           | S1 NO.1 STYLE |            |
| 7月23日  | 真面目だったOLがはしたない格好で自ら揉まれにいく スリル痴漢沼 鷲尾めい                                                                           | SONE-265 |           | S1 NO.1 STYLE |            |
| 8月13日  | 日本中の巨乳マニアをシコらせた癒しの肉感Jカップ 鷲尾めい 4周年記念 最新12タイトル12時間ベスト                                                    | OFJE-577 | 9OFJE-577 | S1 NO.1 STYLE | 単体ベスト |
| 8月27日  | 「母性を求められている貴方へ」 ふわふわJカップで甘えさせ優し～くヌイてくれる 究極のおっぱい癒しサロン 鷲尾めい                                   | SONE-310 |           | S1 NO.1 STYLE |            |
| 9月24日  | 逃げ場なしの闇契約。 乳首しか隠すことが許されないグラビアアイドル 鷲尾めい                                                                       | SONE-359 |           | S1 NO.1 STYLE |            |
| 10月22日 | 引きこもりの爆乳先輩と地元で再会し、 だらしないけどムチムチ助平な女体に 2日2晩ずっと射精し続けた夏の日 鷲尾めい                                  | SONE-404 |           | S1 NO.1 STYLE |            |
| 11月26日 | 彼氏一筋な巨乳彼女がまさかの快楽堕ちNTR 婚約までした最愛彼女がジムのイケメントレーナーに おっぱいでイカされてるみたいです… 鷲尾めい              | SONE-453 |           | S1 NO.1 STYLE |            |
| 12月24日 | スケベ義父の媚薬漬けピストンで新妻の豊満女体は過敏に火照る 催淫オイル・唾液・愛液… ぐちゃぐちゃキメセク 鷲尾めい                                 | SONE-498 |           | S1 NO.1 STYLE |            |

| 発売日  | タイトル | 規格品番 | 規格品番 | メーカー      | 備考 |
| 発売日  | タイトル | DVD      | BD       | メーカー      | 備考 |
| ------- | --- | -------- | -------- | ------------- | ---- |
| 1月28日 | 世話焼きのお姉ちゃんにボッキ見せながら 本気でお願いしたらヤラせてくれた。 鷲尾めい                                                       | SONE-542 |          | S1 NO.1 STYLE |      |
| 2月25日 | 就職した水着メーカーは女性社員が水着姿の世界。 勃起してもKカップの教育担当・鷲尾さんが抜いてくれるので ボクの金玉は毎日カラッポ 鷲尾めい | SONE-641 |          | S1 NO.1 STYLE |      |
| 3月25日 | 鷲尾めいを焦らして焦らして焦らして マ●コ感度ギンギンにしてみたら… Kcupバインバイン! 宙に浮くほどイキ飛び跳ねる見たことないオーガズム     | SONE-593 |          | S1 NO.1 STYLE |      |
| 4月22日 | 超優しくて気が利いて料理上手でいつでもヤレて 男の欲望を全て満たして尽くしてくれる 完全無欠のK乳ネキ（セフレ）の癒やしヌキ 鷲尾めい       | SONE-685 |          | S1 NO.1 STYLE |      |
| 5月27日 | 仕事に一生懸命でおっぱい無防備! たわわな女子が勤務中に着衣Kカップ無自覚誘惑 鷲尾めい                                                     | SONE-723 |          | S1 NO.1 STYLE |      |
| 6月24日 | 罵倒風俗 全編【めい様に見下されアングル】+ 【肉感大迫力アングル】のマルチ画面がマゾチ●ポにぶっ刺さる… 鷲尾めい                           | SONE-761 |          | S1 NO.1 STYLE |      |
| 7月22日 | スケベに実った乳デカ不動産レディが俺のゴミ屋敷に訪問してきた。 鷲尾めい                                                                  | SONE-815 |          | S1 NO.1 STYLE |      |

### アダルトVR
| 発売日   | タイトル | 品番     | メーカー      | 備考   |
| 2019年   | 2019年 | 2019年   | 2019年        | 2019年 |
| -------- | --- | -------- | ------------- | ------ |
| 9月27日  | 筧ジュン初VR作品 神乳Jカップ常にピッタリ密着 いちゃいちゃ同棲体験VR                                                    | SIVR-051 | S1 NO.1 STYLE |        |
| 11月8日  | 至近距離101cmバストを揉みながら挿入交渉!! 優し過ぎて本番までヤラせてくれるJcupおっパブ嬢VR 筧ジュン                    | SIVR-056 | S1 NO.1 STYLE |        |
| 12月27日 | S1ドリ-ム共演VR 史上最高の密着フォーメーションASMR 超高級4Pソープご奉仕Special 三上悠亜 葵つかさ 筧ジュン ひなたまりん | SIVR-061 | S1 NO.1 STYLE |        |
| 2020年   | |          |               |        |
| 3月27日  | ノーブラJカップおっぱいで全力アピールしてくる 彼女の巨乳姉と誘惑に負けちゃう最低な僕。VR 筧ジュン                      | SIVR-073 | S1 NO.1 STYLE |        |

| 発売日   | タイトル | 品番     | メーカー      | 備考   |
| 2020年   | 2020年 | 2020年   | 2020年        | 2020年 |
| -------- | --- | -------- | ------------- | ------ |
| 10月30日 | 親友のJカップ彼女から誘惑されて 朝まで浮気性交に溺れたVR 鷲尾めい                                                                    | SIVR-097 | S1 NO.1 STYLE |        |
| 11月20日 | Jカップ世話焼き女上司が泥酔した僕を チ●ポまで介抱してくれる! 見上げる絶景おっぱい騎乗位特化型アングルVR 鷲尾めい                     | SIVR-099 | S1 NO.1 STYLE |        |
| 2021年   | |          |               |        |
| 6月7日   | 親友のような恋人 鷲尾めい 貸し切り温泉と浴衣に大興奮! 素の表情と凄いおっぱいに改めて感動し ひたすらSEXに没頭したイチャラブ温泉旅行VR | SIVR-134 | S1 NO.1 STYLE |        |
| 12月10日 | 天井特化 お見舞いに来たブラコンお姉ちゃんの おっぱい誘惑に今日も乳離れできない僕。 鷲尾めい                                          | SIVR-173 | S1 NO.1 STYLE |        |
| 2022年   | |          |               |        |
| 2月28日  | ほろ酔いになると甘えん坊に豹変… 過去最高にスケベに乱れ狂った同棲彼女 鷲尾めい                                                        | SIVR-192 | S1 NO.1 STYLE |        |
| 5月4日   | 明るさ、距離感、プレイ内容 VRの基本を徹底的にこだわった最高王道ソープフルコース 鷲尾めい                                             | SIVR-206 | S1 NO.1 STYLE |        |
| 9月15日  | 手術前の不安も溜まったザーメンも 純白Jカップおっぱいと愛嬌と母性で一掃してくれる 夜勤専任 性処理ナース 鷲尾めい                      | SIVR-286 | S1 NO.1 STYLE |        |
| 2024年   | |          |               |        |
| 12月10日 | 胸の膨らみがエロすぎる! 母性で癒してくれる男子に大人気な保健室の先生に 抜け駆けしてこっそり童貞を奪ってもらった僕 鷲尾めい           | SIVR-385 | S1 NO.1 STYLE |        |

### 写真集
8woman 名義
- 8woman エイトマン女優8人のいちばん長い日（2021年9月29日、徳間書店、撮影：塩原洋）[37] ISBN 978-4-19-865362-0
- ドキュメント 8woman エイトマン女優8人の七日間の軌跡（2022年9月24日、徳間書店、撮影：塩原洋）[38] ISBN 978-4-19-865523-5
- ドキュメント 8woman 2021-2023 エイトマン女優14人の3年間の軌跡（2023年10月12日、徳間書店、撮影：西田幸樹 / 塩原洋）[39] ISBN 978-4-19-865698-0

### デジタル写真集

#### 鷲尾めい 名義
2020年
- 鷲尾めい sugar 週刊現代デジタル写真集（3月31日、講談社、撮影：小林修士）
- 鷲尾めい milk 週刊現代デジタル写真集（3月31日、講談社、撮影：小林修士）

2022年
- AV最高峰 S級GIRLS GROUP エスワンキャンペーン No.1 Photo Book アイドル版（5月27日、FANZA BEAUTY COLLECTION、撮影：小林弘輔）※FANZA『AV最高峰 S級GIRLS GROUP エスワンキャンペーン』オリジナル撮り下ろしフォトブック。FANZA限定配信。
- AV最高峰 S級GIRLS GROUP エスワンキャンペーン No.1 Photo Book S級版（6月10日、FANZA BEAUTY COLLECTION、撮影：小林弘輔）※FANZA『AV最高峰 S級GIRLS GROUP エスワンキャンペーン』オリジナル撮り下ろしフォトブック。FANZA限定配信。

2023年
- S1キャンペーン2023 No.1 Photo Book アイドル版（5月12日、FANZA BEAUTY COLLECTION、撮影：小林弘輔）※FANZA『S1キャンペーン2023』オリジナル撮り下ろしフォトブック。FANZA限定配信。
- S1キャンペーン2023 No.1 Photo Book S級版（6月1日、FANZA BEAUTY COLLECTION、撮影：小林弘輔）※FANZA『S1キャンペーン2023』オリジナル撮り下ろしフォトブック。FANZA限定配信。

2024年
- 鷲尾めい めいちゃんとヌルポニョ温泉旅（4月12日、小学館、撮影：藤本和典）※【イチャイチャ編】[40]と【ビチャビチャ編】[41]の2種類あり。
- CSKキャンペーン2024 Digital Photo Book（6月21日、FANZA BEAUTY COLLECTION）※FANZA『CSKキャンペーン2024』オリジナルフォトブック。FANZA限定配信。
- S1キャンペーン 〜20th anniversary〜 No.1 Photo Book 2024（11月12日、FANZA BEAUTY COLLECTION）※『S1 NO.1 STYLE』専属女優9名の撮り下ろし写真を収録。FANZA限定配信。

#### 8woman 名義
2021年
- エイトマン 15周年企画 8woman「裸天使∞態」（8月16日、小学館、撮影：西田幸樹）[42]
- エイトマン15周年企画 8woman 美乃すずめ × 鷲尾めい「rouge」（9月1日、小学館、撮影：西田幸樹）[43]
- エイトマン15周年企画 8woman「ヌルヌル∞パラダイス」（9月8日、小学館、撮影：西田幸樹）[44]

2022年
- 8woman Next Stage 美裸神∞契（8月8日、小学館、撮影：西田幸樹）[45]
- 8woman Next Stage 鷲尾めい × 桃尻かなめ × 八蜜凛 side car（8月19日、小学館、撮影：西田幸樹）[46]
- 8woman Next Stage TREASURES（12月16日、小学館、撮影：西田幸樹）[47]

2023年
- 8woman Last Dance 裸女神∞景（8月7日、小学館、撮影：西田幸樹）[48]
- 8woman Last Dance 鷲尾めい（8月21日、小学館、撮影：西田幸樹）[49]
- 8woman Last Dance 凪ひかる × 鷲尾めい ヌルヌル∞天国（8月28日、小学館、撮影：西田幸樹）[50]
- 8woman Last Dance JEWELS（12月17日、小学館、撮影：西田幸樹）[51]

## 製品

### カレンダー
8woman 名義
- エイトウーマン 2023年カレンダー（2022年11月26日、SUNCARAT）

### アダルトグッズ
オナホール
- JAPANESE REAL HOLE 淫 筧ジュン（2019年11月7日、EXE）

## 出演

### テレビ

#### 地上波
- 世にも奇妙な物語 2020年 秋の特別編「アップデート家族」（2020年11月14日、フジテレビ） - 黒崎家・母（秘書） 役

#### ネットテレビ
- 全裸監督2（2021年6月24日 全話配信、Netflix） - 第6話

### コラム
- 筧ジュンのジュンジュン 成長記（2019年10月8日[52] ‐ 2020年03月31日[53]、裏通りWEB）

### 雑誌掲載
- 週刊ポスト 2020年4月10日号（小学館）- グラビア「令和のりんごセクシー」
- 週刊実話 2020年4月30日号（日本ジャーナル出版）- グラビア「ヴィーナス誕生」
- 実話BUNKAタブー 2021年1月号（コアマガジン）- 袋とじ「小春ももこ・夕季ちとせ・鷲尾めい・美園和花  抱き心地最強ムッチムチ女優現役 Best 4」
- 週刊大衆 2022年5月2日号（双葉社）- グラビア「104センチ神乳 ｢着物ヘアヌード｣ 最新写 ｢好きにしていいよ…♡｣」
- 週刊大衆 2022年6月13日号（双葉社）- グラビア「104センチ乳姫 ｢誘惑ヘアヌード｣ 密会写 ｢あなたのせいだよ♡｣」